# Octobre 1792

## Événements
- 2 octobre :
  - en France, création du Comité de sûreté générale (Amar, Basire, David, Le Bas, Legendre, Tallien, Vadier) ;
  - création de la Baptist Missionary Society[1].

- 6 octobre, France : Jean-Nicolas Pache, ministre de la guerre (fin en février 1793).

- 12 octobre : le jour de Christophe Colomb, ou Colombus Day est célébré pour la première fois aux États-Unis, à New York, pour célébrer les 300 ans de son arrivée aux Amériques.

- 13 octobre : début de la construction de la Maison-Blanche, autour de laquelle est construite la capitale fédérale des États-Unis[2].

- 19 au 21 octobre : siège de Mayence.

- 20 octobre : l'officier de marine russe Adam Laxman débarque sur l'île d'Hokkaidō pour rapatrier des naufragés japonais. Il est invité à se rendre à Matsumae où il négocie avec les officiels japonais du 28 juillet au 2 août 1793. Catherine II de Russie s’efforce en vain de nouer des relations avec le Japon[3].

- 21 octobre :
  - prise de Mayence par la France[4] ;
  - aux États-Unis, exploration du fleuve Columbia par le lieutenant Broughton[5] ;
  - en Europe, l'Assemblée nationale des Allobroges déclare la déchéance du duc de Savoie et la réunion à la France. La Convention accepte la réunion et forme le département du Mont-Blanc (27 novembre).

## Naissances
- 11 octobre : Thomas Bell (mort en 1880), chirurgien-dentaire et zoologiste britannique.
- 12 octobre :
  - Christian Gmelin (mort en 1860), chimiste allemand.
  - Nils Gustaf Nordenskiöld (mort en 1866), minéralogiste et voyageur finlandais.
- 25 octobre : Jeanne Jugan, religieuse française, fondatrice des Petites Sœurs des Pauvres († 28 août 1879).

## Décès
- 10 octobre : Constantine John Phipps, deuxième baron Mulgrave, est un explorateur britannique (° 1744).
- 22 octobre : Guillaume Le Gentil (né en 1725), astronome français.
- 23 octobre : Louis Joseph d'Albert d'Ailly (né en 1741), chimiste français.
- 28 octobre
  - Paul Möhring (né en 1710), médecin et zoologiste allemand qui a proposé une classification des oiseaux.
  - John Smeaton (né en 1724), ingénieur anglais.